# When I'm Gone (canción de Alesso y Katy Perry)
«When I'm Gone» es una canción grabada por el DJ sueco Alesso e interpretada por la cantante estadounidense Katy Perry, se lanzó como sencillo el 29 de diciembre de 2021 a través del sello discográfico 10:22 PM Records, coincidiendo con la primera fecha de Play, la residencia de conciertos de Perry en Las Vegas. El vídeo musical fue estrenado el 10 de enero de 2022 en el canal deportivo ESPN.

## Lanzamiento y promoción
El 15 de diciembre de 2021, Alesso y Perry anunciaron que tendrían una colaboración musical publicando en las redes sociales de ambos un fragmento pequeño de la canción junto con un mini clip del video musical. La canción se lanzó el 29 de diciembre de 2021, el mismo día que Perry empezó residencia de Las Vegas, Play.
Perry presentó la canción mezclada con otra pista de ella, «Walking On Air» desde su residencia de conciertos en el Resort World Las Vegas transmitiéndose en vivo en el programa especial de víspera de año nuevo de CNN. Su vídeo musical se estrenó el 10 de enero de 2022 en ESPN durante el espectáculo de medio tiempo del Campeonato Nacional de Playoffs de Fútbol Universitario.

## Composición
«When I'm Gone» es una canción dance pop, house, y electropop con una duración de 2 minutos y 41 segundos.

## Video musical
El video musical que lo acompaña se estrenó el 10 de enero de 2022, durante el juego del Campeonato Nacional de Playoffs de Fútbol Universitario,. Posteriormente, el video de «When I'm Gone» se convirtió en el primer video musical en estrenarse durante un evento en vivo en el canal deportivo ESPN.
Entertainment Weekly elogió el video diciendo: "La cantante nos da todo lo que queremos en el video musical". La revista People lo llamó "fascinante" y dijo además: "Al verdadero estilo de Perry, el video presenta algunos disfraces impresionantes y movimientos de baile impresionantes".

## Rendimiento comercial
«When I'm Gone» debutó en el número 34 de ambas listas del UK Official Singles Sales Chart Top 100 y de la UK Official Singles Downloads Chart Top 100.

## Lista de canciones
| Descarga digital |                 |          |  |
| N.º              | Título          | Duración |  |
| 1.               | «When I'm Gone» | 2:41     |  |

| Descarga digital (VIP mix) |                           |          |  |
| N.º                        | Título                    | Duración |  |
| 1.                         | «When I'm Gone» (VIP Mix) | 2:51     |  |

## Posicionamiento en listas

### Listas semanales
| Lista (2021–2022)                           | Mejor posición |
| ------------------------------------------- | -------------- |
| Alemania (Offizielle Deutsche Charts)       | 88             |
| Argentina (Monitor Latino)                  | 10             |
| Australia (ARIA)                            | 96             |
| Bélgica (Flandes) (Ultratop 50)             | 25             |
| Bélgica (Valonia) (Ultratop 50)             | 48             |
| Canadá (Canadian Hot 100)                   | 54             |
| República Checa (Rádio Top 100)             | 4              |
| CIS (TopHit Airplay)                        | 7              |
| Croacia (HRT)                               | 1              |
| Eslovaquia (Rádio Top 100)                  | 5              |
| Estados Unidos (Billboard Hot 100)          | 90             |
| Estados Unidos (Adult Top 40)               | 12             |
| Estados Unidos (Hot Dance/Electronic Songs) | 4              |
| Estados Unidos (Mainstream Top 40)          | 24             |
| Euro Digital Song Sales                     | 14             |
| Finlandia (Radiosoittolista)                | 49             |
| Global 200 (Billboard)                      | 82             |
| Global Excl. US (Billboard)                 | 114            |
| Hungría (Single Top 40)                     | 22             |
| Irlanda (IRMA)                              | 59             |
| Líbano (The Official Lebanese Top 20)       | 17             |
| México (Mexico Airplay)                     | 39             |
| Nueva Zelanda (RMNZ Hot Singles)            | 5              |
| Países Bajos (Dutch Top 40)                 | 11             |
| Países Bajos (Mega Single Top 100)          | 61             |
| Polonia (Polish Airplay Top 100)            | 12             |
| Reino Unido (UK Singles Chart)              | 49             |
| Reino Unido (UK Dance Chart)                | 15             |
| San Marino (Radio San Marino RTV)           | 26             |
| Suecia (Sverigetopplistan)                  | 91             |

### Listas mensuales
| Lista (2022)   | Mejor posición |
| -------------- | -------------- |
| Rusia (Tophit) | 27             |

## Historial de lanzamiento
| Región | Fecha                   | Formato                      | Sello(s)                 | Ref.   |
| ------ | ----------------------- | ---------------------------- | ------------------------ | ------ |
| Varios | 29 de diciembre de 2021 | Descarga digital y streaming | 10:22 PM Capitol Records | [ 1 ]  |
| Italia | 31 de diciembre de 2021 | Radio contemporánea          | Universal                | [ 44 ] |
| Rusia  | 31 de diciembre de 2021 | Radio contemporánea          | 10:22 PM                 | [ 45 ] |